# John Juanda
John Juanda (Medan, 8 luglio 1971) è un giocatore di poker indonesiano naturalizzato statunitense.

## Biografia
John Juanda, nato in Indonesia,  si trasferì negli Stati Uniti nel 1990 senza conoscere la lingua inglese.
Cominciò a frequentare l'Università dell'Oklahoma e successivamente l'Università di Seattle, trovando infine la laurea e ottenendo un master in Business Administration. Per sostenere gli studi dovette dedicarsi ad attività lavorative secondarie e trovò impiego come venditore di Bibbie. Fu proprio a causa dei costi degli studi per cui Juanda si avvicinò al poker e nel 1997 decise di diventare giocatore professionista.

## Carriera
Vanta 5 braccialetti delle World Series of Poker, uno dei quali vinto nel Main Event delle World Series of Poker Europe 2008, e tutti e cinque vinti in differenti specialità.
Nel 2006 vinse il "A$100.000 Speed Poker Million Dollar Challenge" a Melbourne, Australia, per una vincita di A$1.000.000, equivalenti a oltre $730.000.
Nel 2010 arrivò secondo all'EPT di Londra, prestazione che gli valse £545.000.
Due anni dopo raggiunse il quinto posto nel "Super High Roller" a Macao per $1.645.753 e il secondo posto nel "Majestic Roller" a Cannes per €600.000.
Le vincite totali di Juanda nei tornei ammontano a oltre $16.000.000.
Il 31 agosto 2015 vince il suo primo titolo europeo all'EPT di Barcellona, sbaragliando 1693 avversari, per un premio di €1.022.593.

## Braccialetti
| Anno       | Torneo                                           | Premio     |
| ---------- | ------------------------------------------------ | ---------- |
| 2002       | $1.500 Triple Draw Lowball Ace to Five           | $49.620    |
| 2003       | $2.500 Seven Card Stud Hi-Lo Split               | $130.200   |
| 2003       | $2.500 Pot Limit Omaha                           | $203.840   |
| WSOPE 2008 | £10.000 No Limit Hold'em Main Event              | $1.539.250 |
| WSOP 2011  | $10.000 2-7 Draw Lowball Championship (No-Limit) | $367.170   |